# Volksbank Dammer Berge
Die Volksbank Dammer Berge eG ist eine deutsche Genossenschaftsbank mit Sitz in der niedersächsischen Stadt Damme im Landkreis Vechta.

## Geschichte
Die Bank wurde am 17. September 1905 unter der Firma „Dammer Spar- und Darlehenskassen-Verein“ in Damme gegründet. Die inzwischen in Volksbank Damme e.G. umbenannte Bank fusionierte im Jahre 2000 mit der Volksbank Osterfeine eG mit dem Sitz in Osterfeine zur Volksbank Damme-Osterfeine eG und im Jahre 2002 mit der Volksbank Holdorf e.G. mit dem Sitz in Holdorf. Seither hieß die Bank Volksbank Dammer Berge eG mit dem Sitz in Damme. 
Im Jahre 2021 folgte die bisher letzte Fusion mit der benachbarten Volksbank Neuenkirchen-Vörden eG mit dem Sitz in Neuenkirchen-Vörden.
Die Volksbank Neuenkirchen-Vörden eG entstand im Jahr 1998 aus der Fusion der Volksbank Neuenkirchen eG mit dem Sitz in Neuenkirchen mit der Raiffeisen-Spar- und Darlehnskasse Vörden eG mit dem Sitz in Vörden.

## Rechtsverhältnisse
Die Volksbank Dammer Berge eG ist im Genossenschaftsregister beim Amtsgericht Oldenburg (Oldenburg) unter GnR 110014 eingetragen.

## Organisationsstruktur
Rechtsgrundlagen sind das Genossenschaftsgesetz und die durch die Generalversammlung beschlossene Satzung. Organe der Bank sind der Vorstand, der Aufsichtsrat und die Generalversammlung.

## Sicherungseinrichtung
Die Volksbank Dammer Berge eG ist der amtlich anerkannten Sicherungseinrichtung des Bundesverbandes der Deutschen Volksbanken und Raiffeisenbanken GmbH und der zusätzlichen freiwilligen Sicherungseinrichtung des Bundesverbandes der Deutschen Volksbanken und Raiffeisenbanken e.V. angeschlossen.

## Geschäftsausrichtung
Die Volksbank Dammer Berge eG betreibt das Universalbankgeschäft. Im Verbundgeschäft arbeitet sie mit der DZ Bank, R+V Versicherung, Bausparkasse Schwäbisch Hall, Teambank, VR Smart Finanz, DZ Hyp und der Union Investment zusammen.

## Geschäftsgebiet
Das Geschäftsgebiet liegt im Süden des Landkreises Vechta.
An diesen Orten betreibt die Bank Filialen:
- Damme (Hauptstelle, jur. Sitz)
- Neuenkirchen (Geschäftsstelle)
- Holdorf (Geschäftsstelle)
- Osterfeine (Geschäftsstelle)
- Vörden (Geschäftsstelle)